# An American Crime
An American Crime —literalmente “Un Crimen Estadounidense”, en Argentina conocida como “Crímenes imperdonables” y en México como “El Encierro”— es una película estadounidense del año 2007. Está basada en una historia real: la tortura y muerte de Sylvia Likens. El filme fue estrenado en cines a mediados de agosto del 2007 en los Estados Unidos; en México, el 8 de agosto del 2008; después, en otras partes del mundo.
Basada en una historia real, An American Crime cuenta la historia, ocurrida durante la década de los 1960, de Gertrude Baniszewski, un ama de casa con siete hijos que mantuvo encerrada en una habitación a Sylvia Likens, adolescente que había sido confiada a su cuidado, y la torturó despiadadamente.

## Trama
Sylvia Likens, de 16 años, y su hermana Jenny, de 15, viajan con sus padres en una feria ambulante. A pesar del divorcio reciente de Lester y Betty Likens, los padres de las niñas, deciden trabajar juntos en la feria. Sylvia y Jenny conocen a Shirley y Marie Baniszewski en la Iglesia y estas últimas las invitan a su casa. Ahí viven junto a sus hermanos Paula, Stephanie y Johnny, y su madre Gertrude Baniszewski, un ama de casa enferma que además de cuidar a todos sus hijos, plancha ropa de los vecinos para obtener dinero. Lester llega a la casa en busca de sus hijas tras hablar con Gertrude por un rato, decide, junto a Betty, dejarlas a su cuidado a cambio de $20 semanales mientras ellos van de gira con la feria. Sylvia y Jenny parecen llevarse bien al principio con la familia. 
Un día, el cheque prometido por los Likens llega tarde y Gertrude castiga a Sylvia y a Jenny azotándolas con un cinturón en el sótano. Como Jenny no resiste el castigo, Sylvia le pide que sólo la castigue a ella. El cheque llega atrasado con una carta explicando los motivos de la demora, pero Gertrude desecha la carta y guarda el dinero sin decirles nada a sus inquilinas. 
Paula le confiesa a Sylvia, tiempo después, de que está embarazada y le pide que no se lo cuente a nadie. Sylvia, sin embargo esta se lo dice al novio de Paula sin querer, y ésta promete hacerla pagar por revelar su secreto. Ricky Hobbs, un vecino de los Baniszewski, quien se siente atraído por Sylvia, observa la escena. Paula acusa a Sylvia con su madre y miente acerca de los acontecimientos que sucedieron. Gertrude obliga a Sylvia a disculparse y le pide a Paula que se vengue de ella golpeándola con ayuda de Johnny.
Los rumores de que Paula está embarazada se difunden por toda la escuela. Jenny encuentra la carta de sus padres en la basura y le pide a Sylvia que llamen a sus padres por teléfono. Sin embargo, ambas son descubiertas por los hijos de Baniszewski y también son acusadas. Aunque las chicas habían cambiado botellas por dinero para hacer la llamada, Gertrude cree que le robaron el dinero y quema la mano de Sylvia con un cigarrillo por hacerlo.
En un almuerzo en la iglesia, Andy, el padre del último hijo de Gertrude, le dice que Sylvia ha estado difundiendo rumores de que Paula está embarazada. Cuando Sylvia vuelve a casa, Gertrude la acusa de coquetear con un muchacho en el almuerzo y de decir más mentiras sobre su hija. Con la intención de hacer un ejemplo de ella a sus hijos, Gertrude fuerza a Sylvia a insertarse una botella de Coca Cola en la vagina delante de ellos. Al no poder, Gertrude ordena al novio de Stephanie, Coy Hubbard, que la arroje por las escaleras del sótano y la encierre. Cuando Jenny pregunta por cuanto Sylvia estará allí, Gertrude contesta "hasta que aprenda su lección", y les dice a todos que mientan diciendo que Sylvia fue enviada a un centro de detención juvenil.
Johnny comienza a traer a los niños del barrio al sótano para que puedan unirse a la tortura y humillación de Sylvia iniciada por Gertrude y sus hijos, asegurándoles que su madre dijo que estaba bien. Los niños visitan regularmente, con el conocimiento y aprobación de Gertrude, para golpear a Sylvia y quemarla con cigarrillos. Paula, sintiéndose culpable, le dice a su madre que ha estado orando y piensa que Sylvia ha sido castigada lo suficiente, pero Gertrude ignora sus súplicas. Su pastor visita la casa de Baniszewski, informando a Gertrude que Paula le dijo que estaba embarazada y preguntando por Sylvia. Gertrude le asegura que Sylvia fue expulsada por ser una mala influencia, y cuando el pastor se va, ordena a sus hijos que bajen al sótano Ahí, con ayuda de Ricky Hobbs y Johnny sostiene a Sylvia en el suelo y marca en su vientre con una aguja ardiente "Soy prostituta y estoy orgullosa de serlo".
Al anochecer, Paula baja al sótano y ayuda a Sylvia a escapar, pero Shirley ve eso y despierta a su madre que trata de ir tras Likens pero su hija la detiene. Ricky Hobbs la encuentra y le pide perdón por haberla marcado y golpeado. La sube a su auto y la lleva a la feria con sus padres, quienes se horrorizan al ver el estado de su hija. Van a la casa de Baniszewski para asegurarse de que Jenny esté a salvo. Sylvia pide entrar sola a la casa y ve una escena muy extraña: Stephanie arrodillada junto a un cuerpo insinuando que "no está respirando", Jenny, Shirley y Marie llorando y Gertrude insistiendo que "está fingiendo". Sylvia ve que el cuerpo que está ahí es en realidad el suyo, cierra los ojos y desaparece, revelando que su escape y el reencuentro con sus padres fue sólo una alucinación antes de su muerte.
Luego de eso Paula va y le avisa a Andy y el entra diciendo “Pero que hiciste Gertrud” y ella empieza a negar todo. Stephanie le dice a Ricky que llame a la policía, para ver si estos podrían reanimar a Sylvia, cosa que fue inútil ya que estaba muerta.
Ricky llama a la policía diciendo que podría haber una chica muerta en una casa. Cuando llegan, Jenny se acerca a uno de los oficiales, diciendo: "Saqué me de aquí y le dire todo ". En el tribunal, Gertrude insiste que ella jamás hizo nada y que todo fue obra de sus hijos, sin embargo, es declarada culpable de homicidio en primer grado, condenada a cadena perpetua y enviada a prisión. Ahí, ve al fantasma de Sylvia y le pide perdón por lo que le hizo. Ella pasa 20 años en prisión hasta conseguir la libertad condicional en 1985 y se hace responsable de todo lo que había pasado, Además que sus padres siguieron de gira en la feria dejando a Jenny con el juez de distrito y su familia quienes la ayudaron a recuperarse de lo sucedido. La película termina con la voz de Sylvia Likens narrando el destino de cada uno de sus agresores y con una escena de la niña en el carrusel de la feria, esperando el plan que tiene Dios para ella.

## Reparto
| Personaje             | Actor Original (EE. UU.)                 | Actor de voz (México) |
| --------------------- | ---------------------------------------- | --------------------- |
| Sylvia Likens         | Elliot Page (acreditado como Ellen Page) | Gaby Ugarte           |
| Gertrude Baniszewski  | Catherine Keener                         | Erika Rendón          |
| Paula Baniszewski     | Ari Graynor                              | Claudia Contreras     |
| Jenny Likens          | Hayley McFarland                         | Marisol Romero        |
| Betty Likens          | Romy Rosemont                            |                       |
| Coy Hubbard           | Jeremy Sumpter                           |                       |
| Andy Gordon           | James Franco                             | Pepe Vilchis          |
| Stephanie Baniszewski | Scout Taylor-Compton                     |                       |
| Shirley Baniszewski   | Hannah Leigh Dworkin                     | Angélica Villa        |
| Ricky Hobbs           | Evan Peters                              | Gabriel Ortiz         |
| Teddy Lewis           | Michael Welch                            |                       |
| Lester Likens         | Nick Searcy                              | Roberto Mendiola      |
| Patty Ryan            | Channing Nichols                         |                       |
| Eric                  | Scott Eastwood                           |                       |
| Johnny Baniszewski    | Tristan Jarred                           |                       |
| Marie Baniszewski     | Carlie Westerman                         |                       |
| Mary O'Connel         | Eliza Dean                               |                       |
| Leske                 | Will Carter                              |                       |
| Leroy K. New          | Bradley Whitford                         | Carlos Segundo        |
| Abogado Defensor      | James E. Meehan                          |                       |

## Producción
La fotografía principal se llevó a cabo en el 2006. La mayoría del elenco fue completamente inconsciente del asesinato real de Likens hasta después de leer el guion, que se basó en gran medida en transcripciones de la corte real del caso. Catherine Keener rechazó originalmente el papel de Gertrude Baniszewski; sin embargo, habló con el director Tommy O'Haver y acordó hacer la película. Elliot Page era la única opción para interpretar a Sylvia Likens.

## Recepción
La película recibió críticas generalmente mezcladas. En Rotten Tomatoes, la película tiene una calificación de 23%, basada en 13 revisiones, con una calificación promedio de 4/10. Ginia Bellafante de The New York Times calificó a la película como, "... una de las mejores películas de televisión que aparecen en años" y elogió la interpretación de Catherine Keener como Gertrude Baniszewski.